# Reuniunea Familiei Addams
Reuniunea familiei Addams (titlu original: Addams Family Reunion) este un film american de groază de comedie direct-pe-video din 1998 regizat de Dave Payne. Rolurile principale au fost interpretate de actorii Daryl Hannah și Tim Curry.

## Distribuție
- Tim Curry - Gomez Addams
- Daryl Hannah - Morticia Addams
- Nicole Fugere - Wednesday Addams
- Jerry Messing - Pugsley Addams
- Patrick Thomas - Uncle Fester Addams
- Carel Struycken - Lurch
- Christopher Hart's hand - Thing
- Alice Ghostley - Grandmama Addams
- Kevin McCarthy - Great-grandfather Mortimer Addams
- Estelle Harris - Great-grandmother Delilah Addams
- Haylie Duff - Gina Adams
- Phil Fondacaro - Cousin Itt
- Ed Begley Jr. - Dr. Philip Adams
- Ray Walston - Walter Adams
- Diane Delano - Dolores Adams
- Heidi Noelle Lenhart - Melinda Adams
- Hilary Shepard Turner - Katherine Adams
- Rodger Halston - Geoff Adams
- Clint Howard - Dogcatcher (nemenționat)
- Conrad Janis - Hotel Bar Patron (nemenționat)
- Leigh Taylor-Young - Patrice (nemenționat)